# Campeonato de España de Ciclismo Contrarreloj 2019
La XXVI edición del Campeonato de España de Ciclismo Contrarreloj se disputó el 28 de junio de 2019 en Yecla, Región de Murcia, por un circuito que constó de 39,4 km de recorrido.
Participaron 24 ciclistas.
El ganador de la prueba fue Jonathan Castroviejo del Team INEOS que superó a Pello Bilbao y a Gorka Izagirre, segundo y tercero respectivamente, ambos del Astana.

## Clasificación final
| \| Clasificación general \| Clasificación general \| Clasificación general \| Clasificación general \| Clasificación general \| \| Ciclista \| Ciclista \| Equipo \| Tiempo \| \| \| --------------------- \| ---------------------------- \| ----------------------------- \| --------------------- \| --------------------- \| \| 1.º \| Jonathan Castroviejo \| Team Ineos \| 46 min 01 s \| \| \| 2.º \| Pello Bilbao \| Astana \| + 49 s \| \| \| 3.º \| Gorka Izagirre \| Astana \| + 1 min 28 s \| \| \| 4.º \| Lluís Mas \| Movistar Team \| + 1 min 42 s \| \| \| 5.º \| Eloy Teruel \| \| + 1 min 44 s \| \| \| 6.º \| Marc Soler \| Movistar Team \| + 2 min 37 s \| \| \| 7.º \| Óscar Rodríguez Garaicoechea \| Euskadi Basque Country-Murias \| + 3 min 03 s \| \| \| 8.º \| Diego Rubio \| Burgos-BH \| + 3 min 04 s \| \| \| 9.º \| Héctor Sáez Benito \| Euskadi Basque Country-Murias \| + 3 min 29 s \| \| \| 10.º \| Diego López \| Fundación Euskadi \| + 4 min 17 s \| \| |                              |                               |              |
| |                              |                               |              |
| |                              |                               |              |
| Clasificación general |                              |                               |              |
| Ciclista | Ciclista                     | Equipo                        | Tiempo       |
| 1.º | Jonathan Castroviejo         | Team Ineos                    | 46 min 01 s  |
| 2.º | Pello Bilbao                 | Astana                        | + 49 s       |
| 3.º | Gorka Izagirre               | Astana                        | + 1 min 28 s |
| 4.º | Lluís Mas                    | Movistar Team                 | + 1 min 42 s |
| 5.º | Eloy Teruel                  |                               | + 1 min 44 s |
| 6.º | Marc Soler                   | Movistar Team                 | + 2 min 37 s |
| 7.º | Óscar Rodríguez Garaicoechea | Euskadi Basque Country-Murias | + 3 min 03 s |
| 8.º | Diego Rubio                  | Burgos-BH                     | + 3 min 04 s |
| 9.º | Héctor Sáez Benito           | Euskadi Basque Country-Murias | + 3 min 29 s |
| 10.º | Diego López                  | Fundación Euskadi             | + 4 min 17 s |